# Lithocarpus mariae
Lithocarpus mariae är en bokväxtart som beskrevs av Engkik Soepadmo. Lithocarpus mariae ingår i släktet Lithocarpus och familjen bokväxter. Inga underarter finns listade.